# Heinrich Suter
Heinrich Suter (Hedingen, 4 januari 1848 - Dornach, 17 maart 1922) was een Zwitsers wiskundig historicus en wetenschapshistoricus. Hij was in zijn tijd een absolute autoriteit op het vlak van middeleeuwse Arabische wiskunde en astronomie.

## Biografie
Heinrich Suter studeerde in 1863 aan de Federale Polytechnische Hogeschool van Zürich, en studeerde vervolgens van 1866 tot 1870 wiskunde in Zürich en Berlijn. In 1871 behaalde hij onder begeleiding van Rudolf Wolf een doctoraat aan de Universiteit van Zürich met het proefschrift Geschichte der mathematischen Wissenschaften von den ältesten Zeiten bis Ende des 16. Jahrhunderts. Nadien werd hij leraar wiskunde en fysica aan de kantonnale scholen van Aarau (1876-1886) en Zürich (1886-1918).
Op zijn veertigste leerde Suter nog Arabisch, en ook Syrisch, Perzisch en Turks. Naast zijn onderwijstaken legde hij zich toe op de geschiedenis van de middeleeuwse Arabische wiskunde en astronomie. In 1892 publiceerde hij een vertaling van het Kitab-al-Fihrist van Ibn al-Nadim, een Arabisch schrijver uit de 11e eeuw. In 1900 kwam vervolgens zijn magnum opus uit, het werk Die Mathematiker und Astronomen der Araber und ihre Werke, dat in 1972, 1981 en 1986 werd heruitgegeven.
In opdracht van de Kongelige Danske Videnskabernes Selskab, de Koninklijke Deense Academie voor Wetenschappen, rondde hij in 1914 een onderzoek af naar de werken van de wiskundige Al-Chwarizmi dat door de Deense wetenschapper Axel Anthon Bjørnbo was opgestart, maar dat niet af was bij diens overlijden in 1911.

## Onderscheidingen
- Doctor honoris causa aan de Universiteit van Zürich (1921)

## Werken
- Geschichte der mathematischen Wissenschaften, Teil 1 : Von den ältesten Zeiten bis Ende des 16. Jahrhunderts, 1871.
- Geschichte der mathematischen Wissenschaften, Teil II : Vom Anfange des 17. bis gegen Ende des 18. Jahrhunderts, 1875.
- Die Mathematiker und Astronomen der Araber und ihre Werke, 1900.